# 狮山乡
狮山乡，是中华人民共和国江西省九江市都昌县下辖的一个乡镇级行政单位。

## 行政区划
狮山乡下辖以下地区：
斗山社区、长垅村、竹峦村、大垅村、老屋村、珠岭村、八都村和狮山村。